# Herb Score
Herbert Jude Score (Rosedale, Nueva York, 7 de junio de 1933-Rocky River, Ohio, 11 de noviembre de 2008), más conocido como Herb Score, fue un jugador profesional estadounidense de béisbol que se desempeñó en la posición de lanzador en las Grandes Ligas de Béisbol (MLB). Logró obtener el premio Novato del Año.

## Carrera
Score jugó como profesional cinco temporadas en Cleveland Indians (1955-1959), después pasó a Chicago White Sox, donde jugó tres temporadas (1960-1962), y fue el equipo en el que se retiró.

## Premios
En 1955, fue galardonado con el premio Novato del Año.